# 幸福の1枚
『幸福の1枚』（こうふくのいちまい、英語表記:One piece of happiness）は、2017年1月12日から2月16日まで、奈良テレビで毎週木曜日の21:53 - 21:57（JST）に放送されたミニ番組である。ウエディングスクエア奈良一社提供。

## 概要
三戸なつめが、結婚式を挙げていない一般のカップルを素敵なフォトウェディングにナビゲートする。奈良県を舞台に、可愛いサプライズで「幸福の1枚」を演出する。
本番組は、放送後に奈良テレビのYouTube公式チャンネルで見逃し配信を実施している。

## 出演者

### ナビゲーター
- 三戸なつめ

### ナレーター
- 裏野佐弥佳（TVNアナウンサー）

## 放送時間
- 毎週木曜日 21:53 - 21:57（4分間）